# 南方巨恐鳥
南方巨恐鳥(Dinornis robustus)是恐鳥的一種，又稱南島巨型恐鳥。和其他恐鳥一樣不會飛。這些鳥的起源可能是因為恐鳥的早期始祖能夠飛行並飛到紐西蘭南島。
南方巨恐鳥是恐鳥中最大的。成年雌鳥肩高高達2公尺，並且總高高達3.6公尺，使牠們成為已知的最高的鳥類。牠住在紐西蘭南島的低地。可能早在13世紀就滅絕。